# Каміно
Каміно (італ. Camino, п'єм. Camin) — муніципалітет в Італії, у регіоні П'ємонт, провінція Алессандрія.
Каміно розташоване на відстані близько 500 км на північний захід від Рима, 50 км на схід від Турина, 38 км на північний захід від Алессандрії.
Населення — 808 осіб (2014).
Щорічний фестиваль відбувається 10 серпня. Покровитель — святий мученик Лаврентій.

## Демографія
Населення за роками:

Станом на 1 січня 2023 року в муніципалітеті офіційно проживав 71 іноземець з 16 країн, серед них 12 громадян країн Євросоюзу та 15 громадян України.

## Сусідні муніципалітети
- Габ'яно
- Момбелло-Монферрато
- Морано-суль-По
- Палаццоло-Верчеллезе
- Понтестура
- Солонгелло
- Трино